# Nuuk Stadion
Nuuk Stadion je víceúčelový stadion, který se nachází v grónském hlavním městě Nuuk (dánsky: Godthåb). Nejvíce je využíván k fotbalovým zápasům. Stadion pořádá nejen mezinárodní zápasy národní fotbalové reprezentace, ale i soutěžní zápasy tři místních fotbalových klubů – B-67, Nuuk Idraetslag a Grønlands Seminarius Sportklub. Maximální kapacita stadionu činí 2 000 diváků.
V červenci 2016 byla na stadion položena umělá tráva třídy FIFA 2-star, která umožňuje pořádání kteréhokoliv fotbalového utkání pořádaného Unií evropských fotbalových asociací (UEFA).